# Solid state relé

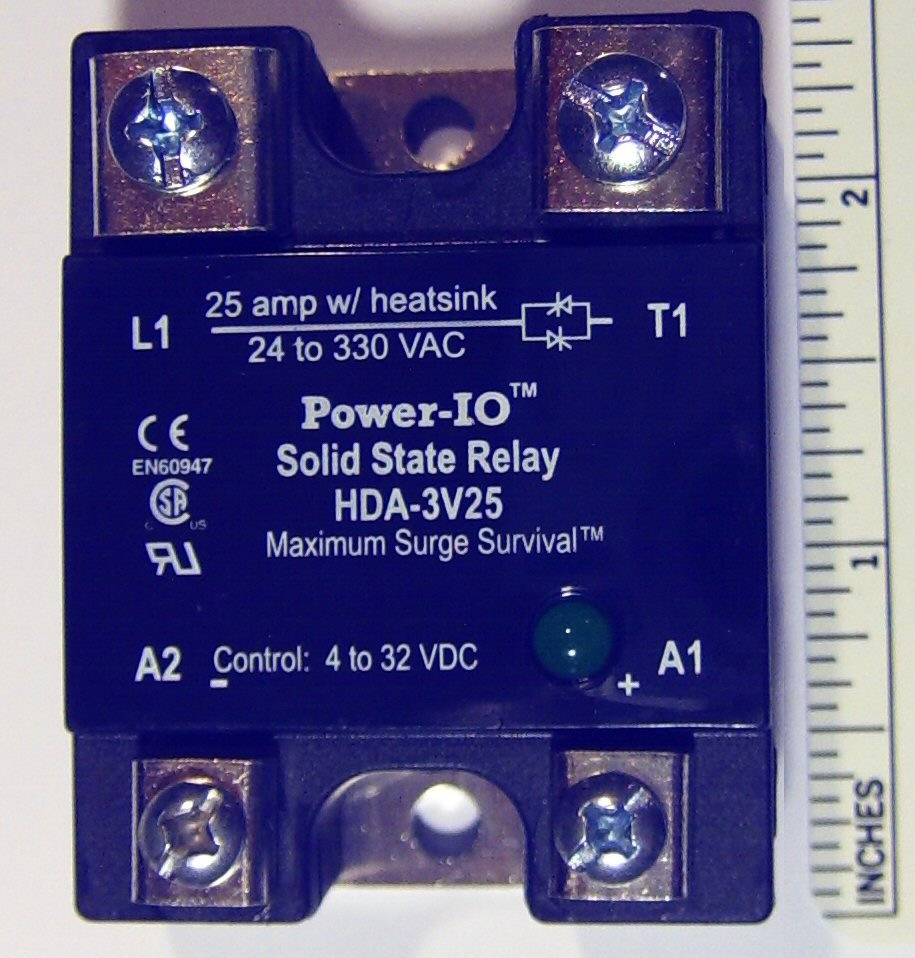
Jednofázové solid state relé spínané stejnosměrným napětím 4 až 32 V. Analogicky ke stykači, dolní svorky A1 a A2 reprezentují „cívku“ (řídící signál), zatímco horní svorky L1 a T1 představují spínaný kontakt.

Solid state relé (SSR, anglicky solid-state relay) je polovodičový spínací prvek používaný v elektrotechnice nejčastěji jako náhražka elektromagnetického relé nebo stykače. Někdy proto bývá nazýváno jako polovodičové relé.
Jelikož se jedná o polovodičový spínací prvek, neobsahuje (na rozdíl od elektromagnetického relé nebo stykače) žádné pohyblivé součásti, které se při častém spínání mohou opotřebit a navíc vydávají hluk. Další výhodou jsou obvykle menší rozměry součástky při stejném spínaném výkonu. Neposlední výhodu je vyšší rychlost přepínání oproti výše zmíněným elektromechanickým prvkům. Nevýhodou je naopak vyšší úbytek napětí na spínacím prvku a obvykle nutnost tento prvek chladit přídavným pasivním chladičem. Další nevýhodou, související s nižším rozšířením SSR v praxi, je vyšší cena oproti běžně používaným relé a stykačům.
Solid state relé se s výhodou používá například při automatizovaném řízení elektroohřevu, kdy je topné těleso spínáno a vypínáno v krátkých proměnlivých intervalech PWM za účelem regulace teploty na požadovanou.